# Georg Jacoby
Pour les articles homonymes, voir Jacoby.
Georg Jacoby, né le 21 juillet 1882 à Mayence mort le 21 février 1964 à Munich, est un réalisateur allemand, en particulier de films musicaux. Il était l'époux de l'actrice Marika Rökk.

## Biographie
Georg Jacoby eut dès l'enfance des liens avec le monde de la scène théâtrale, grâce à son père, Wilhelm Jacoby qui était directeur de théâtre et auteur de comédies. Il commence sa carrière en étant acteur au Théâtre de la ville de Brême (de), puis au Théâtre de la ville de Königsberg (de), mais il se dirige ensuite vers la mise en scène et s'installe à Berlin.
Georg Jacoby travaille en 1913 pour la Literaria-Film et commence à écrire ses premiers scénarios. Il écrit des scénarios patriotiques pendant la guerre pour la BUFA (Bild und Filmamt) et pour la Mars-Film. Il est engagé par la Universum Film AG après la guerre et écrit des scénarios de comédies légères. C'est à cette époque qu'il épouse l'actrice Elga Brink. Il collabore avec Emil Jannings et s'attelle à des œuvres monumentales comme Quo vadis, ou bien à des histoires exotiques ou des drames policiers. Il se concentre ensuite à des travaux plus personnels à l'arrivée du cinéma parlant. Son film Moral und Liebe (Morale et Amour) sera interdit en 1933 par les autorités nationales-socialistes.
Alors qu'il travaille pour le film Heisses Blut (Sang chaud), il fait la connaissance de celle qui allait devenir sa seconde épouse en 1940, la grande actrice de l'époque, Marika Rökk, d'origine hongroise, qu'il fera jouer dans la plupart de ses films. Il travaille dès lors avec une équipe de production et une équipe technique qui le suivent constamment dans ses films. Il fait jouer aussi le « Tino Rossi » de l'Allemagne des années 1930 à 1960, Johannes Heesters, d'origine néerlandaise. Le style de ses films, avec ses chorégraphies et ses musiques composées par ses auteurs préférés, lui est particulier et reconnu par le public, comme typique d'une joie de vivre et d'une légèreté non conventionnelle. Après la guerre, il est interdit de cinéma jusqu'en 1947 pour avoir adhéré, par opportunisme, au NSDAP, bien qu'aucun de ses films ne prenne de parti idéologique ou politique.
Il produit ensuite et écrit des scénarios pour des films policiers et des comédies dans les années 1950. Il a participé dans sa carrière à plus de 200 films.
Il est enterré au cimetière Nord de Wiesbaden.

## Filmographie partielle
- 1918 - 1919 : Keimendes Leben
- 1919 : Vendetta
- 1921 : L'Homme sans nom (en) (Der Mann ohne Namen)
- 1923 : Le Petit Napoléon (Der kleine Napoleon)
- 1924 : Quo vadis, en co-réalisation avec Gabriellino D'Annunzio
- 1926 : Le Héros de la compagnie (en) (Der Stolz der Kompagnie)
- 1928 : Le Roi de carnaval (en) (Jokeren)
- 1930 : Geld auf der Straße (de)
- 1931 : Tempête dans un verre d'eau (en)
- 1931 : La Mouche espagnole (Die spanische Fliege), adapté de la pièce Die spanische Fliege
- 1933 : Morale et amour (en) (Moral und Liebe)
- 1934 : Die Csardasfürstin (en)
- 1936 : Heißes Blut (de)
- 1936 : L'Étudiant pauvre (Der Bettelstudent), d'après l'opérette du même nom de Carl Millöcker
- 1937 : Gasparone (de), d'après l'opérette éponyme de F. Zell et Genée, avec Johannes Heesters
- 1937 : Und du mein Schatz fährst mit (de)
- 1938 : Une nuit de mai (de) (Eine Nacht im Mai)
- 1940 : Kora Terry (de)
- 1941 : Danse avec l'Empereur (de) (Tanz mit dem Kaiser)
- 1941 : La Belle Diplomate (Frauen sind doch bessere Diplomaten) (premier film allemand en couleur)
- 1942 : Hab' mich lieb (de)
- 1944 : La Femme de mes rêves (Die Frau meiner Traume)
- 1950 : Enfant du Danube (de) (Kind der Donau)
- 1951 : Die Csardasfürstin (en)
- 1951 : Sensation in San Remo (de)
- 1952 : Pension Schöller
- 1953 : Divorcée (de) (Die geschiedene Frau)
- 1955 : Gestatten, mein Name ist Cox (de)
- 1956 : Zu Befehl, Frau Feldwebel! (de)
- 1957 : Les Nuits du Perroquet vert
- 1958 : Bühne frei für Marika (de)
- 1959 : Nuit d'avant-première (de) (Die Nacht vor der Premiere)
- 1960 : Pension Schöller
- 1960 : Une nuit à Monte-Carlo (ou Ça peut toujours servir) (Bomben auf Monte Carlo)